# Corneliu Vadim Tudor
Corneliu Vadim Tudor (Bucarest, 28 de noviembre de 1949 – Ibidem, 14 de septiembre de 2015) fue un escritor, periodista y político rumano, quién fue el líder del  Partido de la Gran Rumanía (Partidul România Mare), y diputado del Parlamento Europeo, entre los años 2009 y 2014. Fue senador de Rumanía entre 1992 y 2008.
Como figura política, se hizo conocido por sus fuertes puntos de vista nacionalistas, el cual se vio reflejado en su retórica en sus denuncias hacia opositores políticos (táctica en la que mediante varios juicios civiles fue catalogado de difamatorio). Fue generalmente conocido como "Vadim", el cual fue un nombre escogido por él mismo, pero no el apellido (y no compartido por su más hermano más célebre, el exoficial del ejército Marcu Tudor).

## Biografía

### Primeros años y educación
Tudor nació en Bucarest el 28 de noviembre de 1949, en el seno de una familia de la clase obrera, cuyo padre trabajaba como sastre. En su juventud, fue admirador del director de cine francés Roger Vadim, razón por la que usa el seudónimo Vadim como su segundo nombre.
En 1971, obtuvo un título en sociología en la Facultad de Filosofía de la Universidad de Bucarest, y en 1975,  estudió en la Escuela para Oficiales de Reserva en Bucarest. Con la ayuda de su mentor, el ganador del Premio Herder Eugen Barbu,  obtuvo una beca y estudió en Viena entre los años 1978 y 1979. Durante la era comunista,  trabajó como periodista, editor, y poeta: hacia comienzos de la década de 1970, fue uno  de los editores en România Liberă, y posterior a 1975, fue editor en la agencia de prensa oficial del país, Agerpress. 

### Carrera política
Tras la caída del régimen de Nicolae Ceaucescu, y la posterior transición a la democracia, Tudor fue elegido senador de Rumanía en 1992, cargo que permanecerá hasta 2008. Por primera vez desde 1990, después de las elecciones legislativas del 30 de noviembre de 2008, él y su partido eran ya no estaban presentes dentro de las cámaras legislativas del país. El 25 de septiembre de 2001, Tudor renunció a su inmunidad parlamentaria del procesamiento.
En diciembre de 2004, el Premio Nobel de la Paz Elie Wiesel devolvió la medalla de la Orden de la Estrella de Rumanía, uno de los premios más honoríficos del país, luego de que el presidente Ion Iliescu le otorgara el mismo premio a Tudor, durante los últimos días de su presidencia. Wiesel dijo que devolvería el premio porque no podía "aceptar que lo posicionaran al mismo nivel" que a Tudor y a su colega de partido (y destinatario del premio) Gheorghe Buzatu. 15 periodistas de Radio Free Europa, el alcalde de Timişoara Gheorghe Ciuhandu, el compositor Alexandru Andrieş, y el historiador Randolph Braham devolvieron el mismo premio, debido a que este había sido dado a Tudor y a Buzatu. Según el periódico conservador Ziua, el presidente de Rumanía Traian Băsescu, revocó la entrega del premio a Tudor en mayo de 2007. Tudor posteriormente anunció que iba a denunciar a Băsescu por abuso de poder.

### Carrera literaria
Comenzó su carrera como poeta en mayo de 1965 en la estación de radio pública, con un poema leído en el círculo literario de George Calinescu. Publicó varios volúmenes de prosa y poesía: 
- Poezii (Poemas; 1977)
- Epistole vieneze (Epístolas de Viena; 1979)
- Poeme de dragoste, ura si speranta (Poemas de Amor, Odio y Esperanza; 1981)
- Idealuri (Ideales; 1983)
- Saturnalii (Saturnalia, 1983)
- Istorie si civilizatie (Historia y Civilización; 1983)
- Mandria de a fi romani (El Orgullo de Ser Rumano; 1985)
- Miracole (Milagros; antología de 1986)
- Jurnal de vacanta (Diario de Vacaciones, 1996)
- Poemas (traducidos en siete idiomas, publicados en Torino, Italia, 1998)
- Europa Crestina (Europa Cristiana)
- Artificii (Artificios; 2010).[12]

## Vida privada
Tudor estaba casado y tuvo dos hijos. Falleció en Bucarest, el 14 de septiembre de 2015, tras un ataque cardíaco.

## Ideología y controversias
En junio de 1990, Tudor y Eugen Barbu fundaron el periódico nacionalista semanal România Mare (Gran Rumanía), en el que comenzó mostrando opiniones favorables hacia las políticas del gobierno. Las últimas evidencias afirmaron que el lanzamiento de este periódico fue apoyado por la administración de izquierda en Bucarest.
En 1991, nace el Partido de la Gran Rumanía, plataforma en la que la revista Time, la describió como "una cruda mezcla de antisemitismo, racismo y nostalgia hacia los buenos tiempos del comunismo". Algunas de las declaraciones y comunicados de Tudor y el partido, han sido calificados como ultranacionalistas, antihúngaros, antigitanos y homofóbicos.
Además de Moldavia, Tudor afirma que la Gran Rumanía debe incluir el sur de Besarabia, el territorio de Hertsa y el norte de Bukovina, los cuales pertenecen a Ucrania después de la caída de la URSS, pero fue un territorio histórico de Rumanía hasta la anexión rusa en 1812, y nuevamente entre 1918 y 1940. România Mare ha sido acusada múltiples veces de difamación, a menudo por los mismos escritos de Tudor (que generalmente—si no siempre—firmaba bajo el seudónimo Alcibiade). Entre 1993 y 1996, su partido apoyó a la coalición gobernante de izquierda (el "Cuadrilátero Rojo").
Posterior a 1996, Tudor y su partido reemplazaron su postura del comunismo nacional por el ultranacionalismo. En 1999, Dan Corneliu Hudici, experiodista de România Mare, afirmó que existía una "lista negra secreta" de docenas de políticos (incluyendo al entonces presidente Emil Constantinescu), periodistas, y empresarios que iban a ser encarcelados, para cuando el partido de Tudor tomasen las riendas del poder. Esta acusación solo sirvió para aumentar su popularidad: en la primera vuelta de las elecciones presidenciales del 26 de noviembre de 2000, Tudor quedó en segundo lugar con el 28% de los votos. Cuatro años antes, había quedado en 5° lugar. Sin embargo, casi todos los partidos respaldaron la candidatura de Ión Iliescu durante la segunda vuelta, realizada el 11 de diciembre, obteniendo la victoria con un 67% de los votos, mientras que Tudor solo logró obtener un 36% de los votos.
Tudor apoyó el ingreso de Rumanía a la Unión Europea y sostuvo su presencia en la OTAN. En 2003, Tudor afirmó haber cambiado sus puntos de vista hacia los judíos, y hacia el Holocausto. En una carta fechada el 1 de febrero de 2004, él se retractó de ciertas afirmaciones dichas en el pasado, por considerarlas inapropiadamente antisemitas; además, escribió: "sé que me equivoqué al haber negado el Holocausto en Rumanía, que sucedió entre 1941 y 1944, bajo el régimen de Antonescu." Muchos cuestionaron públicamente su sinceridad y las razones de este cambio de opinión, quienes lo consideraron simplemente como una estrategia política.
Previo a las elecciones presidenciales de 2000, en la que Tudor quedó en segundo lugar, manifestó su apoyo al retorno de la pena de muerte, como una de sus principales promesa de campaña.
El 18 de octubre de 2012, mientras estuvo en el programa de entrevistas Rumania la Raport, Tudor dijo que "en Rumanía nunca hubo Holocausto (...) lo negaré hasta que muera, porque yo amo a mi pueblo."
Despidió a su asesor, el diputado Nati Meir, quien resultó ser judío. Tudor afirmó que lo había despedido por denuncias de soborno, pero Meir dice que fue por discriminación. Lo cierto es que la prensa rumana descubrió que Meir había sido condenado en Israel por fraude bancario, y por ello, debía de ser desaforado de la Cámara de Diputados de Rumanía.
El 15 de noviembre de 2006, Meir fue llevado a juicio por las autoridades rumanas por los delitos de evasión de impuestos, fraude y estafa, siendo acusado de ilegalidades relacionadas con sus permisos de trabajo hacia Israel. Tudor se autodenominó tribuno, un título que se remonta desde la Antigua Roma, pero que un significado más combativo dentro de la historia rumana: tribuni representaba a ciertos activistas en defensa propia de las comunidades rumanas en Transilvania contra el gobierno revolucionario en Hungría (véase Revolución de 1848 en los Estados de los Habsburgo).

## Premios recibidos
- Caballero de la Orden de la Estrella de Rumanía (2004; revocada en 2007).[25]
- Miembro correspondiente del Pontificia Accademia Tiberina – noviembre de 2004[26]
- Miembro de la Academia de Ciencia Política en Nueva York;
- Miembro de la Academia Rusa de Ciencias Naturales